# 発電用水車

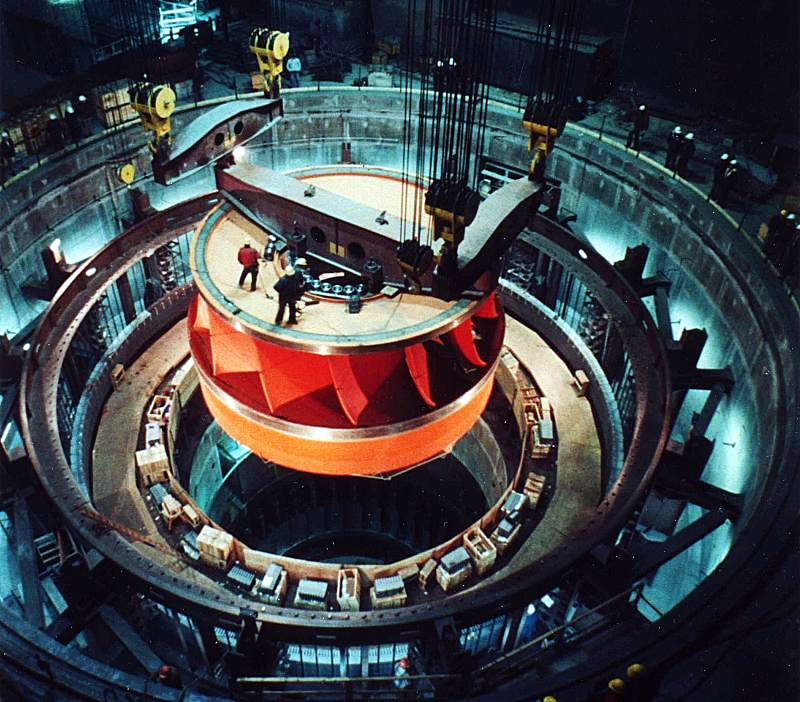
大容量水力発電所のフランシス水車

発電用水車（はつでんようすいしゃ、英語: water turbine）は、主に水の位置エネルギーによって生じた水圧（および、それに由来する運動エネルギー）の効果を利用してタービンを回転させ、その力学的な仕事によって電力を得る水力発電のための機構である。
水は非圧縮性の流体であることに基づき、単一の羽根車によって、圧力差のエネルギーの大部分を力学的な仕事に変換することができる。このことは、圧縮可能な流体（気体）用のタービンが複数の羽車で構成されるのと対照的である。ただし、ランナを複数装備して、使用するランナ数を動的に変更することで効率を高めた水車発電機もある。

## 理論

### 比速度
比速度（ひそくど）は、実物水車を相似形で縮小したとき、単位落差で単位出力を発生するために必要な回転速度である。比速度は次式で示される。
{\displaystyle N_{\mathrm {s} }=N{\frac {\sqrt {P}}{H^{\frac {5}{4}}}}}
- Ns ：比速度（単位表示しない） (m-kW)または(m-kW基準)

注. (m-kW)は単位記号ではなく、落差の単位が[m]、出力の単位が[kW]であるときの値であることを示す（JIS B0119:2009 p.21参照）。(m-kW)は、H　、P　の単位を示すとともに、(ft-HP)などとも区別するためにこのように表記されることがある。
- N ：実物水車の回転速度 [min-1]
- H ：実物水車の有効落差 [m]
- P ：実物水車のランナもしくはペルトン水車のノズル1個当たりの出力 [kW]

比速度公式の導出
- V ：実物水車の流速[m/s]
- Q ：実物水車のランナもしくはペルトン水車のノズル1個当たりの流量 [m3/s]

とする。
ここで、相似形の長さの比としてk を仮定する。
- Nk ：実物のk倍の相似水車の回転速度 [min-1]
- Hk ：実物のk倍の相似水車の有効落差 [m]
- Pk ：実物のk倍の相似水車のランナもしくはペルトン水車のノズル1個当たりの出力 [kW]
- Vk ：実物のk倍の相似水車の流速[m/s]
- Qk ：実物水車のk倍の相似水車のランナもしくはペルトン水車のノズル1個当たりの流量 [m3/s]

流速は落差の平方根に比例し、回転部分の周辺速度に比例するから、
{\displaystyle {\frac {V_{k}}{V}}={\frac {\sqrt {H_{k}}}{\sqrt {H}}}=k{\frac {N_{k}}{N}}}
これから
{\displaystyle k={\frac {NV_{k}}{N_{k}V}}={\frac {N{\sqrt {H_{k}}}}{N_{k}{\sqrt {H}}}}}
流量は水流断面積と流速の積に比例するから、
{\displaystyle {\frac {Q_{k}}{Q}}={k^{2}}{\frac {V_{k}}{V}}={\frac {N^{2}H_{k}^{\frac {3}{2}}}{N_{k}^{2}H^{\frac {3}{2}}}}}
出力は流量と落差の積に比例するから、
{\displaystyle {\frac {P_{k}}{P}}={\frac {Q_{k}H_{k}}{QH}}={\frac {N^{2}H_{k}^{\frac {5}{2}}}{N_{k}^{2}H^{\frac {5}{2}}}}}
これから
{\displaystyle N_{k}^{2}={N^{2}}{\frac {P/H^{\frac {5}{2}}}{P_{k}/H_{k}^{\frac {5}{2}}}}}
両辺の平方根をとってNk を求めると、
{\displaystyle N_{k}=N{\frac {{\sqrt {P}}/H^{\frac {5}{4}}}{{\sqrt {P_{k}}}/H_{k}^{\frac {5}{4}}}}}
Hk = 1 m、Pk = 1 kWのときNk = Ns [min-1]と書けば、
{\displaystyle N'_{\mathrm {s} }=N{\frac {{\sqrt {P}}/H^{\frac {5}{4}}}{{\sqrt {1}}/1^{\frac {5}{4}}}}=N{\frac {\sqrt {P}}{H^{\frac {5}{4}}}}}
これらの式から明らかなように、Nk、N 's はN に無次元数
{\displaystyle {\frac {{\sqrt {P}}/H^{\frac {5}{4}}}{{\sqrt {P_{k}}}/H_{k}^{\frac {5}{4}}}}}
または
{\displaystyle {\frac {{\sqrt {P}}/H^{\frac {5}{4}}}{{\sqrt {1}}/1^{\frac {5}{4}}}}}
を乗じた形になっているため、N と同次元([T-1])であり、ともに回転速度であって単位も当然同じ[min-1] (= [rpm]) である。このことは、Nk の定義からも明らかである。
なお、比速度の単位の表記に関しては、
{\displaystyle N_{k}{\frac {\sqrt {P_{k}}}{H_{k}^{\frac {5}{4}}}}=N{\frac {\sqrt {P}}{H^{\frac {5}{4}}}}=N'_{\mathrm {s} }{\frac {\sqrt {1}}{1^{\frac {5}{4}}}}=N_{\mathrm {s} }}
から、
1. このNs は、相似水車の単位落差、単位出力のときの回転速度N 'sと数値は等しいが単位は異なり、この相似水車群に共通な、任意のk について一定となる数値で、水車の形を表す指標とみなせる。
2. その次元が、定数(ρ、g )だけで決まる準無次元数(quasi non-dimensional number)である（次元は実際には無次元ではなくρ0.5g1.25 から、M1/2L-1/4T-5/2であるが)。

という性質がある。そこで、これを無単位無次元の指標とみなして「比速度」とし、単位表示なしで、計算に使用する落差と出力の単位を示す(m-kW)あるいは(m-kW基準)だけを表示する方式が利用されている（JIS B0119 2009, JEC4001 2006）。

### 無拘束速度
無拘束速度（むこうそくそくど）は、調速機が動作しない場合における、水車がある負荷・有効落差・水量で発電運転中に突然無負荷になった場合の水車の速度である。そのうちの最高速度を最高無拘束速度といい、水車はこれに1分間耐えられるように設計されている。

## 調速機
水車における調速機（ちょうそくき）は、水車の回転数を一定に保つとともに、出力の調整や緊急時における水車の保護を担う装置である。ガバナ (speed governor) とも呼ばれる。

### 速度上昇率
速度上昇率（そくどじょうしょうりつ）は、調速機が正常に働いているとき、定格回転速度で発電運転中に突然無負荷になった場合の速度変化の度合いで、次式で表される：
{\displaystyle \delta ={\frac {N_{\mathrm {m} }-N_{\mathrm {n} }}{N_{\mathrm {n} }}}}
- δ ：速度上昇率
- Nm ：負荷が遮断された直後の水車の最大回転速度 [rpm]
- Nn ：水車の定格回転速度 [rpm]

### 速度調定率
速度調定率（そくどちょうていりつ）は、調速機が正常に動作しているとき、ある出力で発電運転中に出力が変化したときの速度変化の度合いである。
速度調定率は次式で表される：
{\displaystyle \alpha ={\frac {(N_{2}-N_{1})/N_{\mathrm {n} }}{(P_{1}-P_{2})/P_{\mathrm {n} }}}}
- α ：速度調定率
- Nn ：水車の定格回転速度 [rpm]
- N1 ：負荷変動前の水車の回転速度 [rpm]
- N2 ：負荷変動後の水車の回転速度 [rpm]
- Pn ：水車発電機の定格出力 [kW]
- P1 ：負荷変動前の水車発電機の定格出力 [kW]
- P2 ：負荷変動後の水車発電機の定格出力 [kW]

## 水車の付帯設備
- サージタンク(水圧調整器) :負荷急変時の水撃作用緩和のため、水圧管内の圧力を逃がす装置。
- 水位調整器 :水路式発電のヘッドタンク内の水位を一定に保つ装置。
- 吸出し管 :ランナ下流から放水面までの落差を有効に利用するために設けられるもので、内部の水の重さが吸出し力として働く。キャビテーションの防止のためには、放水面までの落差が小さいほうが良い。

## 水車の種類

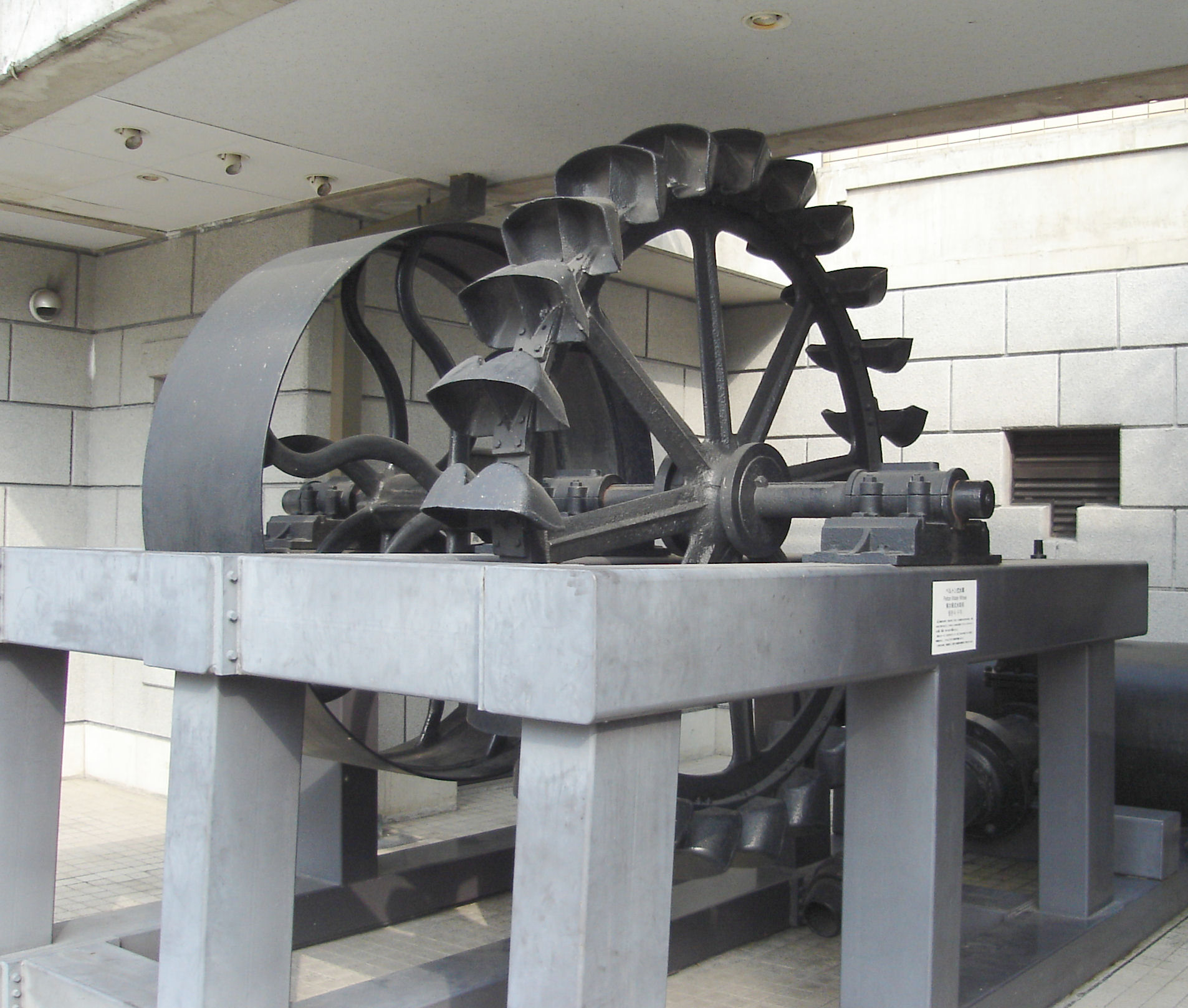
ペルトン水車（琵琶湖疏水、蹴上発電所で使われた日本で最初のもの）

| 水車の種類 | 水車の種類 | 流水方向 | 流水方向 | 適用    | 適用 | 効率の変化 | 効率の変化 | 定格回転速度に対する最大無拘束速度(%) | 比速度 (m-kW基準) | 比速度 (m-kW基準)                                             |
| 水車の種類 | 水車の種類 | 流入     | 流出     | 落差(m) | 水量 | 落差変化   | 水量変化   | 定格回転速度に対する最大無拘束速度(%) | 範囲              | 限界値式                                                      |
| ---------- | ---------- | -------- | -------- | ------- | ---- | ---------- | ---------- | ------------------------------------- | ----------------- | ------------------------------------------------------------- |
| 衝動水車   | ペルトン   | 半径方向 | 垂直方向 | 250以上 | 小   | 小         | 小         | 150～200                              | 12～23            | {\displaystyle N_{\mathrm {s} }\leq {\frac {4300}{H+195}}+13} |
| 衝動水車   | 開放周流形 |          |          |         |      | 大         | 大         |                                       |                   |                                                               |
| 反動水車   | フランシス | 半径方向 | 軸方向   | 50～600 | 中   | 大         | 大         | 160～220                              | 60～300           | {\displaystyle N_{\mathrm {s} }\leq {\frac {23000}{H+30}}+40} |
| 反動水車   | 斜流       | 斜め方向 | 軸方向   | 40～200 | 大   | 小         | 小         | 180～230                              | 120～350          | {\displaystyle N_{\mathrm {s} }\leq {\frac {20000}{H+20}}+40} |
| 反動水車   | プロペラ   | 軸方向   | 軸方向   | 5～80   | 大   | 大         | 大         | 200～250                              | 250～850          | {\displaystyle N_{\mathrm {s} }\leq {\frac {21000}{H+17}}+35} |
| 反動水車   | カプラン   | 軸方向   | 軸方向   | 5～80   | 大   | 小         | 小         | 200～250                              | 250～850          | {\displaystyle N_{\mathrm {s} }\leq {\frac {21000}{H+17}}+35} |

### 衝動水車
衝動水車（しょうどうすいしゃ）は、圧力水頭を速度水頭に変えて水車に作用させるものである。衝動水車には以下のようなものがある。
ペルトン水車
ノズルからのジェット水流をランナ周囲のバケットに当てて回転させる水車。大型のものはノズル数を多くして、効率を上げている。使用ノズルの数を変えることにより部分負荷でも効率が良い。デフレクタ(そらせ板)により水流の向きを変えて負荷遮断時急停止できるので、水圧管の圧力上昇を抑えることができる。高落差に向く。
クロスフロー水車
ガイドベーンにより調節された流水が、横軸の円筒型のランナの上部から中心へ流れ込み、下部で中心から外部へ流れ落ちる構造である。流水が羽根に二回作用するため比較的効率が良い。最高効率点での効率は他に比して劣るものの、水量変化による効率の変化は少なく、小規模の変流量地点に適する。
ターゴインパルス水車
ペルトン水車同様、ノズルからのジェット水流が持つ運動エネルギーを全て速度エネルギーの形で利用するが、ランナーの片面からあてて回転させるところが違う。比速度はペルトン水車の2倍なので、等しい出力を得るために必要とされるランナ直径はペルトン水車の半分で済む。ペルトン水車よりも使用水量を多く取れ、フランシス水車に必要な密閉構造が不要である。有効落差は、ペルトン水車とフランシス水車の両方が重なったところである。
開放周流形水車
所謂“普通の水車”である。→水車も参照。水力発電では従来、ケーシングを持ち、高速回転する水車が使用されてきた。しかし、低速回転でも有効な電圧を確保できる発電機の登場や、ギアボックスの併用により、10rpm未満の開放形水車をミニ水力、マイクロ水力用の水車として見直す動きが出てきた。エネルギーの変換効率という点ではケーシング式の水車に劣る反面、流水中の異物が溜まりにくく、また整備・清掃の際に大規模な分解を必要としないためメンテナンスコストが安い。下掛け式であれば有効落差はほぼ0mでも流量が期待できれば使用可能である。また、ある程度落差がある場合は上掛け式とすることで効率が向上する。海外では早いうちから注目され、大型上掛け式水車による小水力級の水力発電も試みられてきたが、日本では開放形水車を産業革命以前の技術と捉える向きがあり、再評価が遅れた。2005年、都留市が、河川そのものの流れを利用する下掛け式水車を使用したマイクロ水力の実用試験と、同市の光熱費の低減を目的として、家中川小水力市民発電所「元気くん1号」（20kW）を同市庁舎前を流れる家中川に設置した。
水車のデザインを工夫すれば、農村的景観を損なわずに発電が可能である。世界文化遺産に登録されているインドネシア・バリ島の棚田地帯では、日本の富山市と市内の水機工業が支援して設置した水車による発電が2017年秋に始まった。

### 反動水車
反動水車（はんどうすいしゃ）は、圧力水頭を水車に作用させる水車である。反動水車には以下のようなものがある。
フランシス水車
ケーシングからガイドベーンを通った流水が、渦巻き型ランナの外周部に半径方向から流入し軸方向に流出する水車。構造が簡単で保守が容易である。流量変化による効率の低下が大きい。
斜流水車
渦巻きケーシングからガイドベーンを通った流水が、渦巻き型ランナの外周部に軸に対し斜め方向から流入し軸方向に流出する。落差や水量の変化によってランナ羽根の角度を変え、効率の良い運転が可能なデリア水車が一般に用いられている。
プロペラ水車
軸方向から流入した流水が、軸方向に流出する。落差や水量の変化によってランナ羽根の角度を変えるものをカプラン水車という。円筒水車（チューブラ水車）は、水中の円筒ケーシング内に発電機などを収め、その後部にガイドベーンやランナを設置したもので、水流の曲がりによる抵抗が少なく効率が良い。